# Koanophyllon lobatifolium
Koanophyllon lobatifolium là một loài thực vật có hoa trong họ Cúc. Loài này được (Cabrera) R.M. King & H. Rob. mô tả khoa học đầu tiên năm 1974.